# جیاراتانا
جیاراتانا (به ایتالیایی: Giarratana) یک کومونه در ایتالیا است که در استان راگوسا واقع شده‌است.

## خصوصیات
جیاراتانا ۴۳٫۴۷ کیلومترمربع مساحت و ۳٬۲۴۲ نفر جمعیت دارد و ۵۲۰ متر بالاتر از سطح دریا واقع شده‌است.